# Partido de Guara

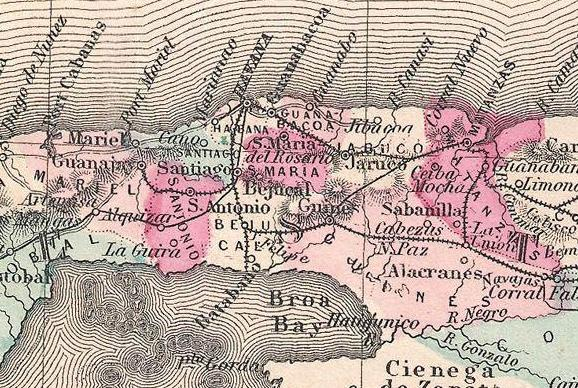
Mapa de las Jurisdicciones en el territorio de La Habana en 1862. Se muestra la Jurisdicción de Güines.

El Partido de Guara fue una división administrativa histórica  de la Jurisdicción de Güines en el Departamento Occidental de la isla de Cuba. Se trata de un partido de tercera situado en el interior de la isla en la costa de mar Caribe, Golfo de Batabanó,  al sureste de la  ciudad de La Habana.
Guara es en la actualidad sede del Consejo Popular de su nombre  perteneciente al Municipio de Melena del Sur en la Provincia de Mayabeque.

## Geografía
Cuenta con una extensión superficial de 902 caballerías cuadradas.
Limita por el norte y por el oeste con la jurisdicción de Bejucal; por el sur con la costa; y por el este con el partido de Melena.
Cruza su término de este a oeste el ferrocarril de Güines a La Habana.

## Administración y Gobierno
A la cabeza de la administración y gobierno de esta Jurisdicción, se hallaba un teniente coronel, que es a su vez comandante militar y gobernador civil,  que reside en la ciudad de San Francisco Javier y San Julián de los Güines, con los demás funcionarios y subalternos necesarios. 
La  alcaldía o capitanía de partido también se encuentra en la aldea de San Nicolás.

## Poblamiento
Su única población es la  aldea y parroquia de Guara.
Su territorio está distribuido en 5 ingenios, 22 potreros y 286 sitios de labor.
Habitan 3 212 personas, de entre las cuales 2012 son de raza blanca y 867 esclavos de morenos y 19 pardos.